# Chiselet, Călărași
Chiselet este satul de reședință al comunei cu același nume din județul Călărași, Muntenia, România.
Pe raza localității se găsește o movilă de pământ (un tell în termeni arheologici) construit de omul preistoric în Epoca de piatră și cunoscut astăzi sub numele de Măgura Fundeanca.
Bulgarii s-au mutat în sat în anii 1769 - 1774 și în 1828 - 1834. În perioada 1910 - 1920, în satul numit atunci Chiselet-Fundu locuiau 1100 de bulgari, proveniți din satul Popina (regiunea Silistra). În 1972, în sat erau 600 de case, dintre care majoritatea erau bulgărești. 